# Gladstone (Queensland)
Gladstone is een industriële havenstad aan de kust van Queensland, Australië. Volgens de telling van 2006 is de populatie van de stad 29.288, waarvan 3,5 procent van origine Aboriginals en Straat Torres-eilanders is, de rest heeft een overwegende Europese afkomst. Daarnaast wonen er veel Amerikanen die oorspronkelijk naar Gladstone gekomen zijn voor de industrie. Omdat het een havenstad is, is er veel werkgelegenheid in allerlei industrieën zoals aluminiumbewerking, zware chemicaliën en oliebewerking. De haven van Gladstone is de grootste haven die voor meerdere doeleinden gebruikt wordt van Queensland.

## Geschiedenis
Voor de Europese kolonisatie was de Gladstone regio het leefgebied van de Baiali (of Byellee) en Goreng goreng Aboriginals.
In mei 1770 voer de HM Bark Endeavour, onder het commando van James Cook in het donker langs de haven van Gladstone. Matthew Flinders is geregistreerd als de eerste die de haven zag tijdens zijn ontdekkingsreis van 1801 tot 1803 in augustus 1802. Hij noemde de haven Port Curtis, naar admiraal Roger Curtis, een man die Flinders jaren eerder assisteerde bij Kaap de Goede Hoop. John Oxley verkende de haven en het omringende land in november 1823. Hij was niet erg positief over de regio. Hij vond de haven moeilijk bereikbaar, het land te droog en het hout waardeloos voor bouwdoeleinden. 
Evengoed werd er uiteindelijk een kolonie opgericht bij Port Curtis, bedoeld om gevangenen te huisvesten. Kolonel George Barney's leidde de expeditie. Op 25 januari, 1847 kwam het schip de Lord Auckland aan, met aan boord 87 soldaten en gevangenen. Het schip liep vast op het zuidelijke puntje van Facing Island. De kolonisten verbleven zeven weken op het eiland voordat ze gered werden door het vrachtschip Thomas Lowry, en vestigden zich uiteindelijk aan de kust op de plaats die nu bekendstaat als Barney Point.
Op 30 januari werd Barney officieel de luitenant gouverneur van de nederzetting. Het duurde amper twee maanden voordat men het plan om het gebied te gebruiken voor gevangenen liet varen. Doordat de regering van Engeland gewijzigd was werden Barney en de overige kolonisten teruggeroepen. De interesse in de regio bleef echter. Tegen 1853, onderzocht Francis MacCabe het gebied om er een nieuw dorp te stichten. In die tijd kwamen ook veel gevangenen vrij, deze ex-gevangenen vestigden zich onder andere in dit nieuwe dorp. In 1863 werd het dorp een gemeente. Richard Hetherington werd gekozen als eerste burgemeester.
Het dorp werd vernoemd naar de Britse William Gladstone.
Tot 1893 ontwikkelde Gladstone zich langzaam. Toen werd er een vleesverwerkingsbedrijf gevestigd bij Parsons Point. In 1963 werd Queensland Alumina Limited, een aluminiumverwerkingsbedrijf, opgericht op de plek van deze oude fabriek. Gladstone's havenfaciliteiten werden uitgebreid en de stad belandde in een periode van snelle industriële en economische ontwikkeling.

## Attracties
Gladstone heeft veel te bieden voor zowel toeristen als de lokale bevolking. Gladstone won de titel "Tidy Town of 2003". Een lokale attractie is onder andere Gladstone Marina waar men kan relaxen en picknicken of barbecueën. Daarnaast beschikt Gladstone over allerlei parken en botanische tuinen waar gezwommen kan worden en waar gewandeld en gebarbecued kan worden.
Boyne Island en Tannum Sands zijn populair vanwege de mooie zandstranden en de relaxte levensstijl. De Millennium Esplanade is een van de grootste attracties. Er zijn daar vele mogelijkheden om beschut te zitten, te wandelen en te barbecueën aan het uitgestrekte strand. 
Lake Awoonga ligt ongeveer 25 kilometer ten zuiden van is. Dit is een recreatie park dat vooral populair is bij bezoekers vanuit heel Australië. Er zwemmen veel soorten vis maar leven ook veel andere diersoorten en vogels. Daarnaast is Lake Awoonga de belangrijkste drinkwater toevoer van Gladstone.
In Gladstone bevinden zich vele winkelmogelijkheden en winkelcentra. Daarnaast zijn er ook veel kleinere winkeltjes die vooral in de hoofdstraat te vinden zijn.
Hoofdstad: Brisbane

Steden: Bundaberg · 
Cairns · 
Caloundra · 
Charters Towers · 
Gladstone · 
Gold Coast · 
Hervey Bay · 
Ipswich · 
Logan · 
Mackay · 
Maryborough · 
Mount Isa · 
Rockhampton · 
Thuringowa · 
Toowoomba · 
Townsville